# فاصله ویژه
در فیزیک نسبیتی فاصله ویژه، اندازه‌گیری مقدار مطلق فاصله بین دو رویداد است که بین آنها اختلاف فاصله مکان‌مانند وجود دارد یا طول یک مسیر مکان‌مانند در فضا-زمان است.
مانند زمانِ ویژه در بازه‌های زمان‌مانند، فاصلهٔ ویژه ({\displaystyle \Delta \sigma }) در بازه‌های مکان‌مانند در مجموعهٔ اعداد حقیقی قرار دارند.

## یادداشت
1. ↑  تعریف مکان‌مانند در فضا-زمان

## منبع
مشارکت‌کنندگان ویکی‌پدیا. «Proper length». در دانشنامهٔ ویکی‌پدیای انگلیسی، بازبینی‌شده در ۱۲ مارس ۲۰۱۱.